# Erupción del volcán Poás de 2025
La erupción del volcán Poás de 2025 comenzó el 5 de enero en el sector de la Boca A del cráter principal del volcán Poás, ubicado en el cantón de Alajuela, en la provincia homónima de Costa Rica. Se trató del primer episodio eruptivo sostenido en el volcán desde la actividad registrada en 2019. La erupción, de tipo predominantemente freático, se ha caracterizado por la emisión continua de gases, cenizas, materiales balísticos y erupciones explosivas de variada intensidad, afectando principalmente el entorno inmediato del cráter. Hasta abril de 2025, el proceso eruptivo se mantiene activo, con registros de levantamiento del edificio volcánico, cambios en el nivel y composición del lago cratérico, y afectaciones leves en áreas cercanas debido a la dispersión de ceniza.

## Antecedentes
El Poás es un volcán muy activo, que se caracteriza por presentar erupciones poco usuales para un volcán andesítico del Cinturón de Fuego del Pacífico. En la actualidad, la actividad es de tipo exhalativa (fumarólica) y de micro-temblores, con un domo central y una laguna con emanaciones de gases, vapor, sedimentos y sustancias minerales diversas, cuya temperatura varía entre 40 y 60 °C. Cuenta con fumarolas de muy alta temperatura (300-1000 °C), las cuales pueden ser observadas desde el Valle Central en forma de falsas erupciones, alcanzado una altura de hasta 1000 m desde el nivel del cráter.
El proceso de erupciones del Poás es unitario, caracterizado por intensificaciones graduales de las emisiones de vapores, desprendimiento de burbujas, transporte de material sedimentario al fondo de la laguna caliente, erupciones freáticas con actividad tipo géiser (erupciones acuosas y vaporosas), erupciones freatomagmáticas y expulsión de lava.
La actividad del Poás ha sido constante por lo menos durante los últimos dos siglos. El registro histórico más antiguo data de 1747 con la descripción hecha por el gobernador español de Costa Rica Juan Gemir, acerca de la existencia de "un volcán de fuego" en la tierra ocupada por la tribu de los botos. Aunque en 1828 se registran pequeñas erupciones, es en 1834 cuando el volcán muestra una importante erupción de ceniza acompañada de fuertes erupciones subterráneas. Otras explosiones se registraron en 1880, 1888-90, 1895, 1899, 1903-1906.
El 25 de enero de 1910, a las 4:45 p. m. hora local, se registró la erupción histórica más importante, con expulsión de bloques de piedra, lodo y cenizas. Se formó una columna que alcanzó los 8.000 m de altura. El volumen de ceniza expulsada alcanzó los 800.000 m³, con un peso de 64.000 toneladas. Otras erupciones explosivas importantes se registraron en 1914, 1915, 1916, 1925, 1929, 1932-34.

### Papel del lago cratérico como regulador del volcán
El volcán Poás posee un lago hiperácido en su cráter principal, conocido como Laguna Caliente, que ha desempeñado históricamente un papel fundamental en la dinámica eruptiva del sistema. La presencia de esta masa de agua actúa como un tapón hidrotermal, regulando la liberación de gases y energía desde el magma hacia la superficie. Cuando el lago alcanza niveles elevados y mantiene una alta saturación de gases, puede facilitar la acumulación de presión subyacente, aumentando la probabilidad de explosiones freáticas.
Por el contrario, la evaporación, el descenso del nivel del lago o los cambios en su composición química, como las variaciones en el potencial de reducción-oxidación (ORP), pueden indicar una pérdida de eficiencia en su rol de tapón, incrementando el riesgo de erupciones más energéticas. Durante el ciclo eruptivo iniciado en 2025, se observó una significativa disminución del nivel del lago, acompañado de cambios en la temperatura y el pH, condiciones que favorecieron la transición hacia una actividad eruptiva sostenida, caracterizada por frecuentes explosiones de tipo freático.

## Ciclo eruptivo de 2025

### Enero
La actividad eruptiva del volcán Poás inició el 5 de enero de 2025 con un borbollón de agua y gases en la Boca A del cráter principal, acompañado por un aumento en la sismicidad volcano-tectónica proximal y un incremento significativo en la emisión de dióxido de azufre. Durante el mes, se detectaron múltiples eventos de tremor sísmico-acústico y breves episodios de desgasificación violenta. El monitoreo geodésico registró un levantamiento progresivo del terreno en la cima del volcán, mientras que el nivel del lago cratérico comenzó a descender de manera paulatina.

### Febrero
A partir de mediados de febrero, la actividad se intensificó con la aparición de tremor sísmico-acústico espasmódico y la ocurrencia de explosiones freáticas frecuentes, con una explosividad moderada. El 17 de febrero se registró el inicio de una fase eruptiva caracterizada por explosiones de baja magnitud cada pocos minutos, marcando el comienzo de una erupción continua que se mantendría durante las semanas siguientes. El lago cratérico mostró un aumento sostenido en su temperatura y una acelerada disminución de su volumen, alcanzando valores de acidez extremos (pH negativo).

### Marzo
Durante marzo, la erupción alcanzó picos de mayor energía. El 1 de marzo, una erupción eyectó cenizas entre 300 y 400 metros sobre el lago, con plumas de vapor y gases que ascendieron hasta 1000 metros de altura. Posteriormente, el 9 de marzo, se registraron las erupciones más altas del ciclo hasta esa fecha, con columnas de material sólido de hasta 300 metros. La actividad eruptiva continuó de forma persistente, con fases alternas de erupciones frecuentes de baja altura y eventos de mayor magnitud. También se observó una separación del lago en dos cuerpos de agua distintos sobre las Bocas A y C, debido a la disminución acelerada del nivel del lago. 
El 25 de marzo el Ministerio de Ambiente y Energía (MINAE) y el Sistema Nacional de Áreas de Conservación (SINAC) ordenaron el cierre por un día del parque nacional, sin embargo, al día siguiente lo extendieron de manera indefinida.

### Abril
En abril, la actividad eruptiva se mantuvo constante, aunque con variaciones en la intensidad. El 23 de marzo inició un nuevo episodio de erupción continua que se extendió hasta abril, con pulsos frecuentes de explosiones pequeñas y algunas erupciones más elevadas. Entre el 21 y el 23 de abril se registraron dos de las erupciones de mayor magnitud desde 2023, acompañadas por aumento de material juvenil en la ceniza y expulsión de balísticos fuera del cráter. El monitoreo geodésico continuó detectando levantamientos y extensiones del cráter, aunque hacia finales del mes se observó una disminución progresiva en el movimiento vertical.
En horas avanzadas de la noche del 25 de abril el volcán volvió a registrar una erupción de gran magnitud, la cual arrojó rocas de gran tamaño a varios centenares de metros de altura. La explosión quedó registrada en las cámaras del Observatorio Vulcanológico y Sismológico de Costa Rica (OVSICORI-UNA) y la Red Sismológica Nacional (RSN UCR-ICE), esta última la cual reanudó las transmisiones en vivo por su canal de YouTube para que la ciudadanía pudiera ver en tiempo real el comportamiento del volcán. El vulcanólogo Geoffroy Avard afirmó que las rocas podrían haber alcanzado temperaturas de unos 300 grados Celsius. 

## Consecuencias

### Cierres del Parque Nacional
A raíz del inicio del nuevo ciclo eruptivo en enero de 2025, las autoridades del Sistema Nacional de Áreas de Conservación (SINAC) ordenaron en varias ocasiones el cierre del Parque Nacional Volcán Poás en varias ocasiones, como medida preventiva para proteger a los visitantes y al personal del parque. Inicialmente, las restricciones de acceso se implementaron tras las primeras explosiones freáticas. Tras el registro de las erupciones más intensas y energéticas a finales de marzo, el cierre se realizó de manera permanente e indefinida.
Las áreas de mayor riesgo, incluyendo el sector del mirador principal y los senderos adyacentes al cráter, fueron clausuradas ante la posibilidad de caída de ceniza, proyección de balísticos y exposición a gases volcánicos nocivos. 

### Alertas de la Comisión Nacional de Emergencia

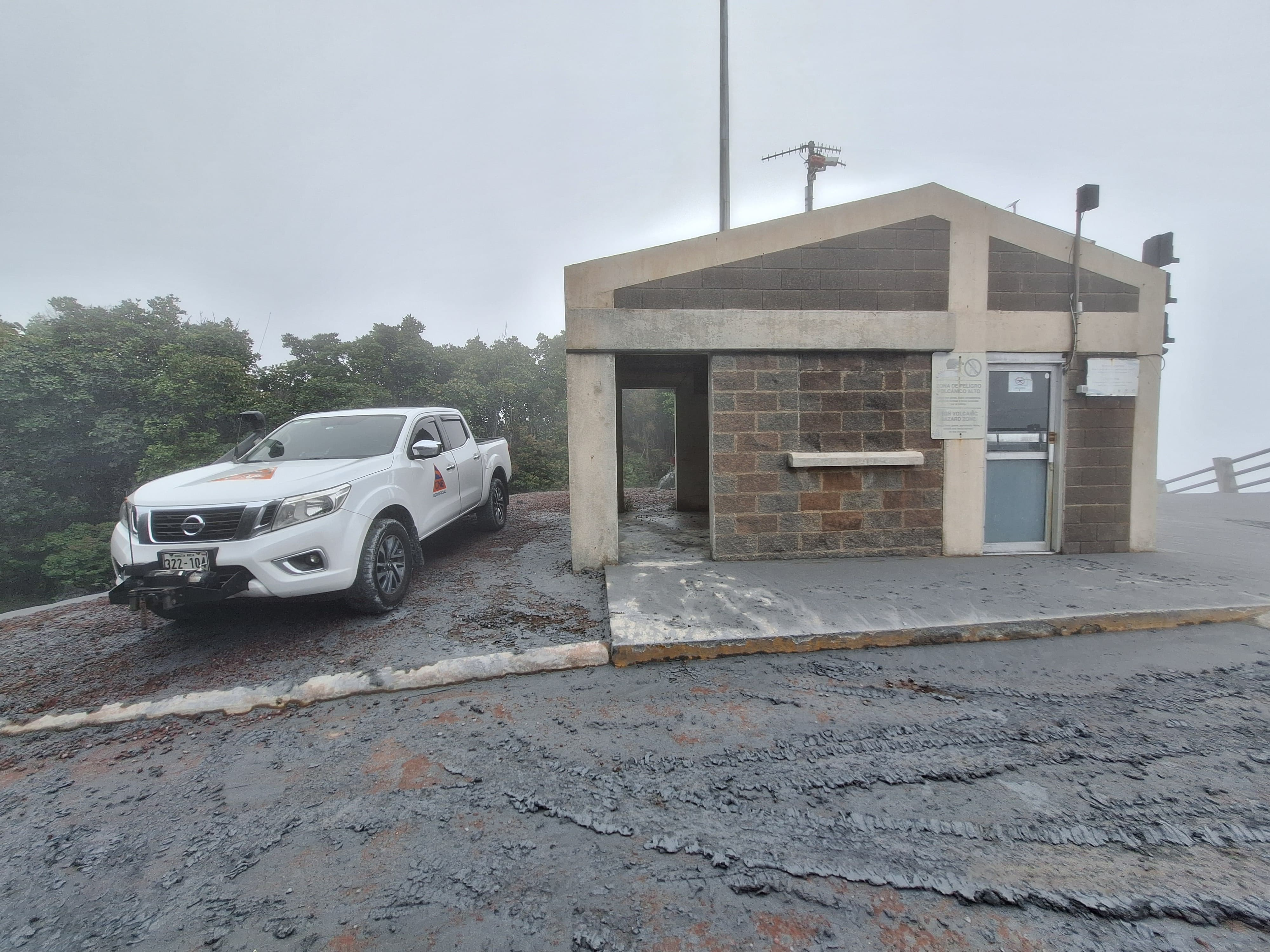
Gruesas capas de ceniza volcánica acumuladas en el sector del mirador del cráter del volcán Poás.

La Comisión Nacional de Prevención de Riesgos y Atención de Emergencias (CNE) emitió la primera declaratoria de alerta por la actividad del volcán Poás el 4 de marzo de 2025, cuando el Comité Asesor Técnico (CAT) en Vulcanología y Sismología, integrado por el Observatorio Vulcanológico y Sismológico de Costa Rica (OVSICORI-UNA) y la Red Sismológica Nacional (RSN UCR-ICE) concluyeron que el volcán estaba por entrar a un proceso de erupciones freáticas con variaciones en la altura de las explosiones, debido a la caída en el nivel del lago cratérico, que ya se estaba manifestando en una pluma de gases con mayor presencia de ceniza y partículas. Los expertos advirtieron que el descenso del lago representaba un riesgo de que los gases y ceniza alcanzaran el mirador principal del volcán. Por todo ello, declaró el estado de alerta verde en todo el parque nacional.
El 25 de marzo la CNE declaró el estado de alerta verde para los cantones de Alajuela, Poás, Grecia, Sarchí, Naranjo, Río Cuarto y Zarcero luego de una nueva sesión del CAT, en la cual el OVSICORI advirtió que el volcán Poás mostraba síntomas de inestabilidad, incluyendo un aumento en la amplitud del tremor volcánico, levantamiento de la corteza del macizo, composiciones y flujos de gas cuyo análisis arrojó la presencia de magma superficial, y un aumento de las concentraciones de dióxido de azufre en el ambiente. Ese día, además, el volcán registró abundante salida de gas, constantes explosiones pequeñas y medianas y salida de ceniza. Las comunidades aledañas reportaron intenso olor a azufre y en algunos casos caída de ceniza.
Un día después, la CNE elevó el estado de alerta a amarilla en el parque nacional, luego que el CAT alertara que la señal sísmica del volcán en las últimas 24 horas era muy fuerte, y que las erupciones estaban disparando rocas pequeñas hacia los bordes del cráter, por lo que había un alto potencial explosivo en el coloso, sumado a que las comunidades cercanas continuaban reportando intensa presencia de gases volcánicos y caída de ceniza. 
El 31 de marzo la CNE declaró estado de alerta naranja para que el parque nacional, el distrito Toro Amarillo de Sarchí y las cuencas de los ríos Desagüe y Agrio, luego que el volcán continuara emitiendo grandes cantidades de ceniza y gases, además de registrar erupciones energéticas durante el fin de semana, las cuales superaron la altura del cráter. Producto de la acumulación de una gruesa capa de ceniza hacia el oeste del cráter, las autoridades alteraron del peligro de lahares en los ríos Desagüe y Agrio.
El miércoles 23 de abril la CNE declaró el estado de alerta roja en el parque nacional, luego de que los días 21 y 23 se registraran las erupciones más intensas desde la reactivación del coloso. Asimismo, aumentó a naranja el nivel de alerta en los cantones de Grecia y  Sarchí, y a alerta naranja en los cantones de Río Cuarto, Alajuela, Poás, Naranjo y Zarcero. 
Aunque inicialmente se reportó la muerte de dos cabezas de ganado producto de la ceniza volcánica, el Servicio Nacional de Salud Animal (SENASA) indicó que no había evidencia de la relación entre esas muertes y la actividad del volcán.